# Samsung SM5
O SM5 é um modelo de porte médio-grande, lançado em 1998 pela Renault Samsung Motors. Encontra-se, atualmente, na terceira geração e utiliza motores de origem Nissan, uma vez que a companhia nipônica é pertencente ao grupo Renault.